# 普魯士的路易·斐迪南親王 (1772年—1806年)
弗里德里希·路德维希·克里斯蒂安（德語：Friedrich Ludwig Christian，1772年11月28日—1806年10月10日），常被称为“Louis Ferdinand”（路易·斐迪南），普鲁士王国贵族，军事统帅，业余作曲家，钢琴家。

## 生平
路易·斐迪南是腓特烈·威廉一世的第七子奥古斯特·斐迪南之子。他自幼接受军事训练，参加了拿破仑战争中的许多战役，并于1793年在美因茨围城战中负伤。
1806年，他是第四次反法同盟的支持者之一。10月10日，他率军在萨尔费尔德战役中迎战让·拉纳元帅的法军，当时普鲁士军在人数上处于劣势，又背水列阵，难以撤退，路易·斐迪南在战斗中不幸阵亡。

## 音乐
路易·斐迪南是一位出色的业余钢琴家和作曲家。他与当时的许多著名作曲家是好友，贝多芬曾经把第三钢琴协奏曲题献给他，雷哈也为他创作了一套变奏曲。他的作品主要是室内乐，对室内乐体裁的发展与规范也起到了很重要的作用。